# Yuri Melnichenko
Yuri Vasílievich Melnichenko –en ruso, Юрий Васильевич Мельниченко– (Jalal-Abad, 25 de enero de 1972) es un deportista kazajo que compitió en lucha grecorromana.
Participó en dos Juegos Olímpicos de Verano, obteniendo la medalla de oro en Atlanta 1996, en la categoría de 57 kg, y el 19.º lugar en Sídney 2000.
Ganó 4 medallas en el Campeonato Mundial de Lucha entre los años 1994 y 1999.

## Palmarés internacional
| Juegos Olímpicos   | Juegos Olímpicos         | Juegos Olímpicos | Juegos Olímpicos |
| Año                | Lugar                    | Medalla          | Categoría        |
| ------------------ | ------------------------ | ---------------- | ---------------- |
| 1996               | Atlanta (Estados Unidos) | Medalla de oro   | 57 kg            |
| Campeonato Mundial |                          |                  |                  |
| Año                | Lugar                    | Medalla          | Categoría        |
| 1994               | Tampere (Finlandia)      | Medalla de oro   | 57 kg            |
| 1995               | Praga (República Checa)  | Medalla de plata | 57 kg            |
| 1997               | Breslau (Polonia)        | Medalla de oro   | 58 kg            |
| 1999               | El Pireo (Grecia)        | Medalla de plata | 58 kg            |